# マセラティ・インディ
インディ（Indy ）はイタリアのマセラティで開発、1969年から1974年まで生産された高級スポーツカー。

## 概要
1968年、トリノモーターショーはヴィニャーレブースにて“4シータークーペ”コンセプトのプロトタイプ発表。マセラティ得意の“V8-FR”レイアウトを基準にしたものだった。
1969年、ジュネーヴ・モーターショーにて『マセラティ・インディ』として発表。名前はインディ500を1939年・1940年と2年連続マセラティ（ドライバー:ウィルバー・ショウ）が制したことを記念して付けられた。
デザインは当時カロッツェリア・ヴィニャーレに所属していたジョヴァンニ・ミケロッティ、設計はジュリオ・アルフィエーリ、ボディ制作をヴィニャーレが担当。ギブリの4シーター版という位置づけで、2ドアクーペでありながら大人4人が乗れる。
ボディはギブリと同じくファストバックスタイル・カットオフテール・ロングノーズにリトラクタブルヘッドライトを備えるが、全体的に非常にゆったりした伸びやかなラインで構成され、「大人4人が乗れる2ドアクーペ」としてまとまったフォルムを作ることに成功している。フェラーリ・365GTB/4（デイトナ）などライバル車と比してもラグジュアリー色が強く、まさしくグランドツーリングカーとしての仕上がりを見せる。フェラーリ・デイトナ、ランボルギーニ・ミウラが目立つスーパーカーブームの中、影の薄い存在ではあったが基本コンセプトから忠実にデザインされ落着いた個性を醸す完成度の高い1台である。
内装は総革張り、ラグジュアリーカーらしく豪華で居住性に配慮され、高級車として高い質感を保っている。ハンドルはナルディ製、パワーステアリングを装備し、チルト機構を持ち、メーターパネルは各種機エンジン周りのメーターの他アナログ時計を装備し、パッセンジャーシート側のダッシュボードにまで専用アナログ時計を配するなど徹底している。リアラゲッジスペースは509Lもの容量がある。
エンジンは4,136ccV8をフロントに積み、最高出力260英馬力/5,500rpm、最高速度250km/h。ZF製5速MT（オプションでボルグ・ワーナー製3速ATを選べる）を介し後輪を駆動する。
1970年、トリノモーターショーにてアップグレードモデルを新たに追加する形で発表。エンジンは4.7Lに拡大、電子制御イグニッションを装備し、最高出力290英馬力、最高速度265km/hに向上した。デザインも内装、シート、ボディともに見直され、ボディはよりスマートに、インテリアは装備が充実する。
1971年、北米仕様を「インディ・アメリカ」（Indy America ）と改名。
1973年、“インディ・アメリカ”4.2L、4.7LをギブリSSと同じで335英馬力の4.9Lエンジンに置き換えマイナーチェンジを受けた。排気ガス規制クリアのために320英馬力にパワーダウンし最高速度も280km/hに留まった。デザインに多少の変更がなされ、新たに当時親会社にあったシトロエンの高圧油圧システムが装備されるなど機構面でも大きくモディファイされた。
1975年生産終了。総生産台数1104台。